# Тюменская областная научная библиотека имени Д. И. Менделеева
Тюменская областная научная библиотека им. Д. И. Менделеева расположена в Центральном районе Тюмени.

## История
История библиотеки начинается в 1899 г., когда тюменский промышленник, купец и крупный меценат Андрей Иванович Текутьев на свои средства в честь столетия со дня рождения А. С. Пушкина открыл городскую библиотеку. Заметную роль в наполнении фондов библиотеки сыграл также купец Н. М. Чукмалдин.
Впоследствии в фонды библиотеки вошли также печатные издания библиотеки Приказчичьего клуба, Пушкинская городская библиотека, библиотеки Тюменского Общества трезвости и тюменского Александровского реального училища.
В январе 1920 г. на основе городской публичной библиотеки была создана Центральная городская библиотека. Её первой заведующей стала Феона Васильевна Россомахина. В состав библиотеки входили абонемент и читальный зал. В 1924 г. в библиотеке открылся татаро-башкирский отдел, в 1933 г. — детский отдел. Во время Великой Отечественной войны работники библиотеки проводили громкие чтения в госпиталях, организовывали библиотеки-передвижки в военкоматах и мобилизационных пунктах.
В январе 1945 г. библиотеке присваивается статус областной. В 1946 г. библиотека получает книгохранилище на 20 тысяч книг, и в ней снова начинает работать татарский отдел, который в 1950-е гг. преобразовывается в отдел литературы тюрко-язычных народов. Библиотека становится методическим центром библиотек области. В 1965 г. в библиотеке начинает работать патентный отдел.
В 1981 г. Тюменская областная библиотека получила статус научной и переехала в новое здание. В 1982 г. в ней создаётся сектор научной информации по культуре и искусству. Библиотека выполняет значительную работу по обслуживанию 15 всесоюзных ударных комсомольских строек, а также координирует деятельность более 2 тысяч различных библиотек.
В 1990 году в библиотеке открыт отдел краеведческой библиографии и литературы. Созданы новые отделы, в том числе отделы гуманитарных наук и периодических изданий и переплётная мастерская. В 1992 г. в состав библиотеки вошел Тюменский областной библиотечный коллектор, который начал комплектовать фонды библиотек всей Тюменской области. В библиотеке появляется отдел редких изданий, отдел национальных культур, отдел научной информации по культуре и искусству.
В 1997 г. Институт им. Гёте признал немецкий читальный зал Тюменской областной научной библиотеки лучшим в России.
Распоряжением губернатора Тюменской области Л. Ю. Рокецкого 20 ноября 2000 г. Тюменской областной научной библиотеке присвоено имя Д. И. Менделеева.
В 2007—2009 гг. здание библиотеки было отреставрировано, и в сентябре 2009 г. было снова торжественно открыто. В церемонии открытия принимали участие губернатор Тюменской области Владимир Владимирович Якушев, заместитель генерального директора Президентской библиотеки им. Б. Н. Ельцина Сергей Михайлович Макеев, академик Российской академии наук Сергей Михайлович Алдошин.

## Библиотека сегодня
Сегодня библиотека располагает 6-этажным зданием с площадью более 9 тыс. м2. В ней зарегистрировано около 26 тысяч пользователей, её в год посещают более 120 тысяч читателей. Штат библиотеки насчитывает 167 сотрудников.